# Werbomont
Werbomont is een plaats en deelgemeente van de Belgische gemeente Ferrières. Werbomont ligt in de provincie Luik en was tot 1 januari 1977 een zelfstandige gemeente.

## Demografische ontwikkeling
- Bronnen:NIS, Opm:1831 tot en met 1970=volkstellingen, 1976= inwoneraantal op 31 december

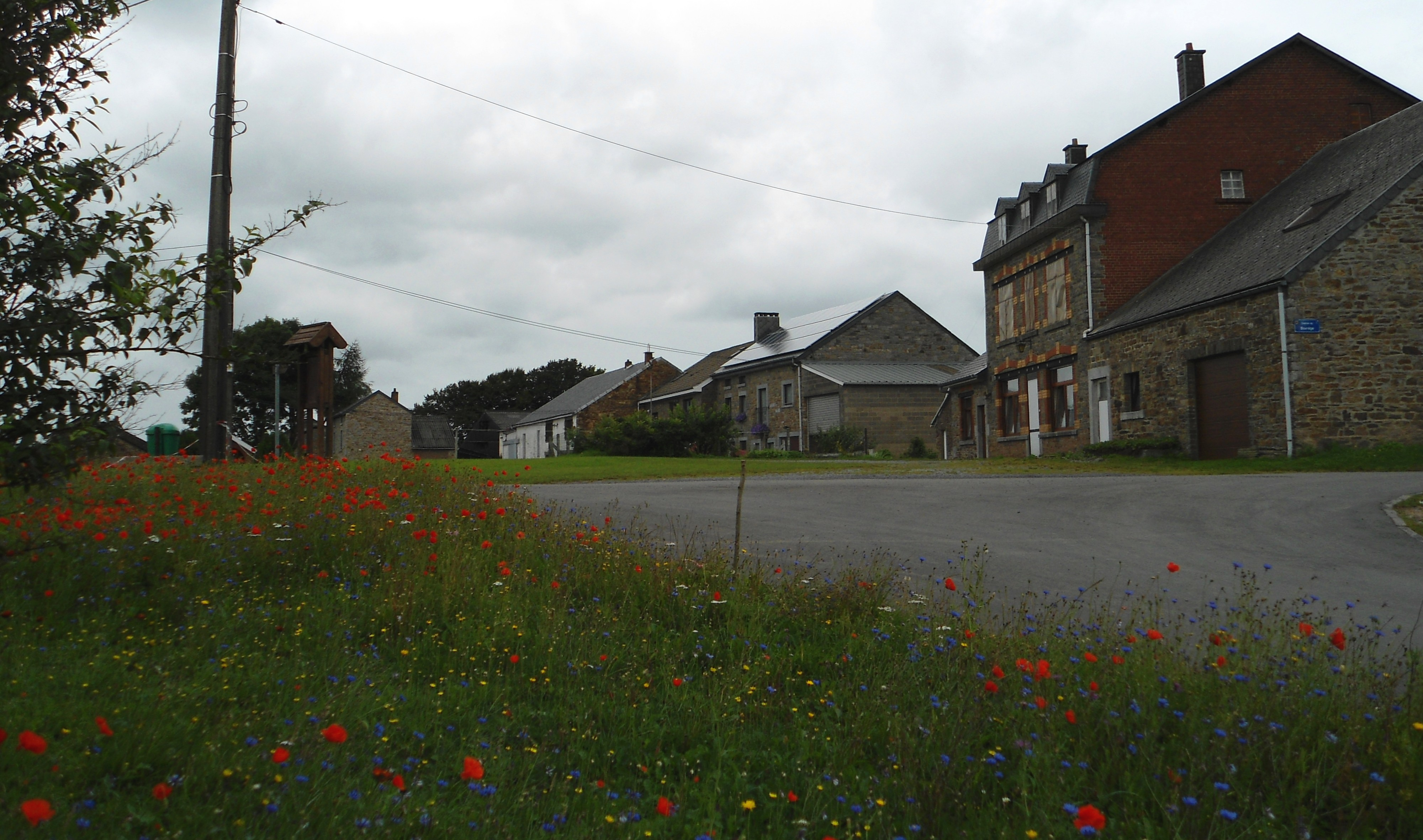
Place Lespagnard, Werbomont